# Superliga de China 2024
La temporada 2024 fue la 21.ª edición de la máxima categoría del fútbol en la República Popular China desde el establecimiento de la Superliga de China en el año 2004. El patrocinador del título de la liga fue Ping An Insurance. La temporada comenzó el 1 de marzo y finalizó el 2 de noviembre de 2024.

## Relevos

### Ascensos y descensos
| Pos. | Descendidos de la Superliga 2023 |
| ---- | -------------------------------- |
| 15.º | Dalian Pro                       |
| 16.º | Shenzhen                         |

| Pos. | Ascendidos de la China League One 2023 |
| ---- | -------------------------------------- |
| 1.º  | Shenzhen Peng City                     |
| 2.º  | Qingdao West Coast                     |

## Formato
El formato de la temporada fue confirmado en febrero de 2024, los 16 equipos jugaron en un sistema de todos contra todos en dos ruedas para un total de 30 partidos por equipo, en diferentes sedes establecidas por cada club. El equipo que más puntos sumó al final del torneo fue declarado campeón, mientras que el descenso fue para los dos peores equipos de la tabla de posiciones.

## Equipos
| Shandong Taishan                             | Choi Kang-hee     | Jinan     | Jinan Olympic Sports Center             | 56 808 |
| Shanghái Port                                | Kevin Muscat      | Shanghái  | Pudong Football                         | 37 000 |
| Changchun Yatai                              | Chen Yang         | Changchun | Ciudad de Changchun                     | 38 500 |
| Shenzhen Peng City                           | Jesús Tato        | Shenzhen  | Bao'an Stadium                          | 44 050 |
| Beijing Guoan                                | Ricardo Soares    | Pekín     | Estadio de los Trabajadores             | 68 000 |
| Qingdao                                      | Yasen Petrov      | Qingdao   | Qingdao Tiantai                         | 20 525 |
| Henan                                        | Nam Ki-il         | Zhengzhou | Zhengzhou Hanghai                       | 29 860 |
| Meizhou Hakka                                | Pablo Villar      | Wuhua     | Huitang                                 | 30 000 |
| Shanghái Shenhua                             | Leonid Slutski    | Shanghái  | Estadio de Shanghái                     | 80 000 |
| Cangzhou Mighty Lions                        | Zhao Junzhe       | Cangzhou  | Cangzhou                                | 31 836 |
| Tianjin Jinmen Tiger                         | Yu Genwei         | Tianjin   | Olímpico                                | 54 696 |
| Qingdao West Coast                           | Hisashi Kurosaki  | Qingdao   | Guzhenkou University City Sports Center | 20 000 |
| Nantong Zhiyun                               | Mihajlo Jurasović | Rugao     | Rugao Olympic Sports Center             | 15 000 |
| Wuhan Three Towns                            | Ricardo Rodríguez | Wuhan     | Hankou Cultural Sports Centre           | 20 000 |
| Zhejiang                                     | Jordi Vinyals     | Hangzhou  | Huzhou Olympic Sports Centre            | 40 000 |
| Chengdu Rongcheng                            | Seo Jung-won      | Chengdu   | Chengdu Longquanyi                      | 27 000 |
| Datos actualizados al 26 de febrero de 2024. |                   |           |                                         |        |

## Clasificación
| Pos. | Equipo                | Pts. | PJ | G  | E | P  | GF | GC | Dif. | Clasificación 2025-26                      |
| ---- | --------------------- | ---- | -- | -- | - | -- | -- | -- | ---- | ------------------------------------------ |
| 1    | Shanghái Port (C)     | 78   | 30 | 25 | 3 | 2  | 96 | 30 | +66  | Fase de liga de la Liga de Campeones Élite |
| 2    | Shanghái Shenhua      | 77   | 30 | 24 | 5 | 1  | 73 | 20 | +53  | Fase de liga de la Liga de Campeones Élite |
| 3    | Chengdu Rongcheng     | 59   | 30 | 18 | 5 | 7  | 65 | 31 | +34  | Play-offs de la Liga de Campeones Élite    |
| 4    | Beijing Guoan         | 56   | 30 | 16 | 8 | 6  | 65 | 35 | +30  | Fase de grupos de la Liga de Campeones 2   |
| 5    | Shandong Taishan      | 48   | 30 | 13 | 9 | 8  | 49 | 40 | +9   |                                            |
| 6    | Tianjin Jinmen Tiger  | 42   | 30 | 12 | 6 | 12 | 44 | 47 | −3   |                                            |
| 7    | Zhejiang              | 38   | 30 | 11 | 5 | 14 | 55 | 60 | −5   |                                            |
| 8    | Henan                 | 36   | 30 | 9  | 9 | 12 | 34 | 39 | −5   |                                            |
| 9    | Changchun Yatai       | 32   | 30 | 8  | 8 | 14 | 46 | 58 | −12  |                                            |
| 10   | Qingdao West Coast    | 32   | 30 | 8  | 8 | 14 | 41 | 58 | −17  |                                            |
| 11   | Wuhan Three Towns     | 31   | 30 | 8  | 7 | 15 | 31 | 44 | −13  |                                            |
| 12   | Qingdao               | 29   | 30 | 8  | 5 | 17 | 28 | 55 | −27  |                                            |
| 13   | Shenzhen Peng City    | 29   | 30 | 7  | 8 | 15 | 29 | 55 | −26  |                                            |
| 14   | Cangzhou Mighty Lions | 29   | 30 | 7  | 8 | 15 | 33 | 57 | −24  |                                            |
| 15   | Meizhou Hakka (D)     | 27   | 30 | 6  | 9 | 15 | 29 | 55 | −26  | Descenso a la Liga Uno de China            |
| 16   | Nantong Zhiyun (D)    | 22   | 30 | 5  | 7 | 18 | 32 | 66 | −34  | Descenso a la Liga Uno de China            |

 Fuente: CSL, Soccerway
Criterios de clasificación: 

- Durante la temporada: 1) Puntos; 2) Gol diferencia; 3) Goles anotados.
- Después de la temporada: 1) Puntos; 2) Puntos en partidos directos; 3) Gol diferencia en partidos directos; 4) Goles anotados en partidos directos; 5) Gol diferencia; 6) Puntuaciones promedio de la liga de reserva y las ligas juveniles.

Notas:
1. ↑  Dado que el campeón de la Copa FA de China 2024, Shanghái Port, clasificó mediante su posición en la liga el cupo que otorgó la copa en la Liga de Campeones Élite pasó al segundo de este torneo; así mismo los demás cupos se repartieron para los mejores ubicados de esta tabla.
2. 1 2  Puntos en partidos directos: Changchun Yatai 4, Wuhan Three Towns 1.
3. 1 2 3  Puntos en partidos directos: Qingdao 9, Shenzhen Peng City 7, Cangzhou Mighty Lions 1.

## Resultados
- Los horarios corresponden al huso horario de China (UTC+8).

### Primera vuelta
| Shandong Taishan      | 4 – 2 | Changchun Yatai    | Jinan Olympic Sports Center             | 1 de marzo | 18:00 |
| Qingdao West Coast    | 1 – 1 | Henan              | Guzhenkou University City Sports Center | 1 de marzo | 19:35 |
| Shanghái Port         | 3 – 1 | Wuhan Three Towns  | SAIC Motor Pudong Arena                 | 1 de marzo | 20:00 |
| Tianjin Jinmen Tiger  | 1 – 1 | Nantong Zhiyun     | Tianjin Olympic Center                  | 2 de marzo | 15:30 |
| Cangzhou Mighty Lions | 0 – 2 | Beijing Guoan      | Cangzhou                                | 2 de marzo | 15:30 |
| Chengdu Rongcheng     | 2 – 0 | Qingdao            | Chengdu Phoenix Mountain Sports Park    | 2 de marzo | 19:35 |
| Zhejiang              | 1 – 0 | Shenzhen Peng City | Huzhou Olympic Sports Center            | 3 de marzo | 19:35 |
| Meizhou Hakka         | 0 – 2 | Shanghái Shenhua   | Wuhua Olympic Sports Center             | 3 de marzo | 20:00 |

| Qingdao               | 0 – 1 | Changchun Yatai      | Qingdao Youth Football       | 8 de marzo  | 19:35 |
| Shanghái Shenhua      | 2 – 0 | Qingdao West Coast   | Estadio de Shanghái          | 8 de marzo  | 20:00 |
| Henan                 | 2 – 2 | Meizhou Hakka        | Zhengzhou Hanghai            | 9 de marzo  | 15:30 |
| Shandong Taishan      | 0 – 0 | Beijing Guoan        | Jinan Olympic Sports Center  | 9 de marzo  | 19:35 |
| Zhejiang              | 0 – 0 | Shanghái Port        | Huzhou Olympic Sports Center | 9 de marzo  | 19:35 |
| Nantong Zhiyun        | 1 – 3 | Wuhan Three Towns    | Rugao Olympic Sports Center  | 9 de marzo  | 20:00 |
| Cangzhou Mighty Lions | 1 – 0 | Chengdu Rongcheng    | Cangzhou                     | 10 de marzo | 15:30 |
| Shenzhen Peng City    | 0 – 4 | Tianjin Jinmen Tiger | Bao'an                       | 10 de marzo | 19:35 |

| Shenzhen Peng City | 2 – 2 | Cangzhou Mighty Lions | Bao'an                                  | 29 de marzo | 19:35 |
| Wuhan Three Towns  | 0 – 1 | Beijing Guoan         | Wuhan Sports Center                     | 30 de marzo | 15:30 |
| Chengdu Rongcheng  | 1 – 0 | Nantong Zhiyun        | Chengdu Phoenix Mountain Sports Park    | 30 de marzo | 19:00 |
| Qingdao West Coast | 1 – 0 | Qingdao               | Guzhenkou University City Sports Center | 30 de marzo | 19:35 |
| Shanghái Port      | 3 – 1 | Henan                 | SAIC Motor Pudong Arena                 | 30 de marzo | 20:00 |
| Changchun Yatai    | 0 – 1 | Tianjin Jinmen Tiger  | Changchun's People                      | 31 de marzo | 15:30 |
| Shandong Taishan   | 0 – 3 | Shanghái Shenhua      | Jinan Olympic Sports Center             | 31 de marzo | 19:35 |
| Meizhou Hakka      | 1 – 2 | Zhejiang              | Wuhua Olympic Sports Center             | 31 de marzo | 20:00 |

| Wuhan Three Towns    | 2 – 3 | Cangzhou Mighty Lions | Wuhan Sports Center          | 4 de abril | 19:35 |
| Changchun Yatai      | 1 – 2 | Shanghái Shenhua      | Changchun's People           | 5 de abril | 15:30 |
| Henan                | 0 – 2 | Shenzhen Peng City    | Zhengzhou Hanghai            | 5 de abril | 19:00 |
| Qingdao              | 0 – 1 | Shandong Taishan      | Qingdao Youth Football       | 5 de abril | 19:35 |
| Beijing Guoan        | 2 – 2 | Shanghái Port         | Estadio de los Trabajadores  | 5 de abril | 19:35 |
| Nantong Zhiyun       | 1 – 0 | Meizhou Hakka         | Rugao Olympic Sports Center  | 5 de abril | 20:00 |
| Tianjin Jinmen Tiger | 2 – 3 | Chengdu Rongcheng     | Tianjin Olympic Center       | 6 de abril | 15:30 |
| Zhejiang             | 1 – 2 | Qingdao West Coast    | Huzhou Olympic Sports Center | 6 de abril | 19:35 |

| Nantong Zhiyun        | 0 – 3 | Shanghái Port        | Rugao Olympic Sports Center             | 9 de abril  | 18:00 |
| Shandong Taishan      | 2 – 2 | Henan                | Jinan Olympic Sports Center             | 9 de abril  | 19:35 |
| Beijing Guoan         | 1 – 2 | Shenzhen Peng City   | Estadio de los Trabajadores             | 9 de abril  | 19:35 |
| Shanghái Shenhua      | 4 – 1 | Wuhan Three Towns    | Estadio de Shanghái                     | 9 de abril  | 20:00 |
| Qingdao West Coast    | 1 – 3 | Tianjin Jinmen Tiger | Guzhenkou University City Sports Center | 10 de abril | 19:00 |
| Cangzhou Mighty Lions | 2 – 0 | Changchun Yatai      | Cangzhou                                | 10 de abril | 19:35 |
| Chengdu Rongcheng     | 3 – 0 | Zhejiang             | Chengdu Phoenix Mountain Sports Park    | 10 de abril | 19:35 |
| Meizhou Hakka         | 0 – 0 | Qingdao              | Wuhua Olympic Sports Center             | 10 de abril | 20:00 |

| Henan                 | 1 – 1 | Nantong Zhiyun     | Zhengzhou Hanghai       | 13 de abril | 15:30 |
| Shanghái Shenhua      | 1 – 1 | Beijing Guoan      | Estadio de Shanghái     | 13 de abril | 19:35 |
| Changchun Yatai       | 1 – 2 | Chengdu Rongcheng  | Changchun's People      | 14 de abril | 15:30 |
| Tianjin Jinmen Tiger  | 0 – 0 | Meizhou Hakka      | Tianjin Olympic Center  | 14 de abril | 19:00 |
| Cangzhou Mighty Lions | 3 – 2 | Qingdao West Coast | Cangzhou                | 14 de abril | 19:35 |
| Qingdao               | 2 – 0 | Zhejiang           | Qingdao Youth Football  | 14 de abril | 19:35 |
| Shanghái Port         | 4 – 3 | Shandong Taishan   | SAIC Motor Pudong Arena | 14 de abril | 19:35 |
| Shenzhen Peng City    | 1 – 1 | Wuhan Three Towns  | Bao'an                  | 14 de abril | 20:00 |

| Zhejiang          | 3 – 2 | Tianjin Jinmen Tiger  | Huzhou Olympic Sports Center         | 19 de abril | 20:00 |
| Shandong Taishan  | 4 – 1 | Cangzhou Mighty Lions | Jinan Olympic Sports Center          | 20 de abril | 15:30 |
| Chengdu Rongcheng | 3 – 1 | Shenzhen Peng City    | Chengdu Phoenix Mountain Sports Park | 20 de abril | 19:00 |
| Wuhan Three Towns | 2 – 1 | Changchun Yatai       | Wuhan Sports Center                  | 20 de abril | 19:35 |
| Nantong Zhiyun    | 0 – 2 | Shanghái Shenhua      | Rugao Olympic Sports Center          | 20 de abril | 20:00 |
| Henan             | 1 – 0 | Qingdao               | Zhengzhou Hanghai                    | 21 de abril | 19:00 |
| Beijing Guoan     | 4 – 1 | Qingdao West Coast    | Estadio de los Trabajadores          | 21 de abril | 20:00 |
| Meizhou Hakka     | 1 – 2 | Shanghái Port         | Wuhua Olympic Sports Center          | 18 de junio | 19:35 |

| Qingdao West Coast    | 0 – 2 | Nantong Zhiyun       | Guzhenkou University City Sports Center | 26 de abril | 18:00 |
| Shenzhen Peng City    | 1 – 3 | Qingdao Hainiu       | Bao'an                                  | 26 de abril | 19:00 |
| Cangzhou Mighty Lions | 2 – 3 | Henan                | Cangzhou                                | 26 de abril | 19:35 |
| Changchun Yatai       | 0 – 1 | Meizhou Hakka        | Changchun's People                      | 26 de abril | 19:35 |
| Zhejiang              | 1 – 2 | Beijing Guoan        | Hangzhou Yellow Dragon Sports Center    | 26 de abril | 19:35 |
| Wuhan Three Towns     | 2 – 1 | Tianjin Jinmen Tiger | Wuhan Sports Center                     | 26 de abril | 19:35 |
| Chengdu Rongcheng     | 0 – 1 | Shandong Taishan     | Chengdu Phoenix Mountain Sports Park    | 26 de abril | 20:00 |
| Shanghái Port         | 1 – 1 | Shanghái Shenhua     | SAIC Motor Pudong Arena                 | 27 de abril | 19:35 |

| Shandong Taishan     | 3 – 1 | Nantong Zhiyun        | Jinan Olympic Sports Center          | 30 de abril | 18:00 |
| Tianjin Jinmen Tiger | 0 – 1 | Beijing Guoan         | Tianjin Olympic Center               | 30 de abril | 19:35 |
| Zhejiang             | 4 – 1 | Henan                 | Huzhou Olympic Sports Center         | 30 de abril | 20:00 |
| Meizhou Hakka        | 1 – 1 | Qingdao West Coast    | Wuhua Olympic Sports Center          | 30 de abril | 20:00 |
| Changchun Yatai      | 1 – 1 | Shenzhen Peng City    | Changchun's People                   | 1 de mayo   | 15:30 |
| Qingdao              | 0 – 5 | Shanghái Port         | Qingdao Youth Football               | 1 de mayo   | 18:00 |
| Chengdu Rongcheng    | 2 – 2 | Wuhan Three Towns     | Chengdu Phoenix Mountain Sports Park | 1 de mayo   | 19:35 |
| Shanghái Shenhua     | 4 – 0 | Cangzhou Mighty Lions | Estadio de Shanghái                  | 1 de mayo   | 20:00 |

| Qingdao West Coast | 0 – 0 | Shandong Taishan      | Guzhenkou University City Sports Center | 4 de mayo | 19:35 |
| Henan              | 1 – 2 | Tianjin Jinmen Tiger  | Zhengzhou Hanghai                       | 4 de mayo | 20:00 |
| Nantong Zhiyun     | 2 – 3 | Changchun Yatai       | Rugao Olympic Sports Center             | 5 de mayo | 15:30 |
| Shanghái Shenhua   | 4 – 0 | Zhejiang              | Estadio de Shanghái                     | 5 de mayo | 18:00 |
| Meizhou Hakka      | 1 – 1 | Cangzhou Mighty Lions | Wuhua Olympic Sports Center             | 5 de mayo | 19:00 |
| Wuhan Three Towns  | 1 – 0 | Qingdao               | Wuhan Sports Center                     | 5 de mayo | 19:35 |
| Beijing Guoan      | 2 – 1 | Chengdu Rongcheng     | Estadio de los Trabajadores             | 5 de mayo | 19:35 |
| Shenzhen Peng City | 0 – 6 | Shanghái Port         | Bao'an                                  | 5 de mayo | 20:00 |

| Qingdao               | 2 – 2 | Nantong Zhiyun     | Qingdao Youth Football               | 10 de mayo | 19:00 |
| Chengdu Rongcheng     | 4 – 2 | Henan              | Chengdu Phoenix Mountain Sports Park | 10 de mayo | 19:35 |
| Shanghái Port         | 5 – 2 | Changchun Yatai    | SAIC Motor Pudong Arena              | 10 de mayo | 20:00 |
| Tianjin Jinmen Tiger  | 0 – 0 | Shanghái Shenhua   | Tianjin Olympic Center               | 11 de mayo | 19:00 |
| Wuhan Three Towns     | 1 – 2 | Shandong Taishan   | Wuhan Sports Center                  | 11 de mayo | 19:35 |
| Beijing Guoan         | 3 – 2 | Meizhou Hakka      | Estadio de los Trabajadores          | 11 de mayo | 20:00 |
| Cangzhou Mighty Lions | 0 – 1 | Zhejiang           | Cangzhou                             | 12 de mayo | 19:35 |
| Shenzhen Peng City    | 1 – 2 | Qingdao West Coast | Bao'an                               | 12 de mayo | 20:00 |

| Shanghái Shenhua      | 2 – 0 | Qingdao              | Estadio de Shanghái                     | 15 de mayo | 19:35 |
| Shandong Taishan      | 3 – 2 | Shenzhen Peng City   | Jinan Olympic Sports Center             | 16 de mayo | 19:35 |
| Zhejiang              | 5 – 2 | Nantong Zhiyun       | Huzhou Olympic Sports Center            | 17 de mayo | 19:00 |
| Cangzhou Mighty Lions | 2 – 4 | Tianjin Jinmen Tiger | Cangzhou                                | 17 de mayo | 19:35 |
| Henan                 | 2 – 3 | Wuhan Three Towns    | Zhengzhou Hanghai                       | 17 de mayo | 19:35 |
| Meizhou Hakka         | 1 – 4 | Chengdu Rongcheng    | Wuhua Olympic Sports Center             | 17 de mayo | 19:35 |
| Changchun Yatai       | 3 – 2 | Beijing Guoan        | Changchun's People                      | 17 de mayo | 20:00 |
| Qingdao West Coast    | 3 – 5 | Shanghái Port        | Guzhenkou University City Sports Center | 18 de mayo | 19:35 |

| Meizhou Hakka        | 0 – 0 | Shenzhen Peng City    | Wuhua Olympic Sports Center             | 21 de mayo | 19:00 |
| Zhejiang             | 3 – 1 | Wuhan Three Towns     | Huzhou Olympic Sports Center            | 21 de mayo | 19:35 |
| Henan                | 1 – 2 | Shanghái Shenhua      | Zhengzhou Hanghai                       | 21 de mayo | 19:35 |
| Qingdao              | 1 – 1 | Beijing Guoan         | Qingdao Youth Football                  | 21 de mayo | 19:35 |
| Nantong Zhiyun       | 1 – 1 | Cangzhou Mighty Lions | Rugao Olympic Sports Center             | 21 de mayo | 20:00 |
| Tianjin Jinmen Tiger | 1 – 1 | Shandong Taishan      | Tianjin Olympic Center                  | 21 de mayo | 20:00 |
| Qingdao West Coast   | 2 – 2 | Changchun Yatai       | Guzhenkou University City Sports Center | 22 de mayo | 19:35 |
| Shanghái Port        | 2 – 0 | Chengdu Rongcheng     | SAIC Motor Pudong Arena                 | 22 de mayo | 20:00 |

| Shandong Taishan   | 3 – 0 | Zhejiang              | Jinan Olympic Sports Center          | 25 de mayo | 19:35 |
| Wuhan Three Towns  | 0 – 1 | Meizhou Hakka         | Wuhan Sports Center                  | 25 de mayo | 20:00 |
| Shenzhen Peng City | 0 – 1 | Shanghái Shenhua      | Bao'an                               | 26 de mayo | 18:00 |
| Qingdao            | 3 – 1 | Tianjin Jinmen Tiger  | Qingdao Youth Football               | 26 de mayo | 19:00 |
| Beijing Guoan      | 5 – 2 | Nantong Zhiyun        | Estadio de los Trabajadores          | 26 de mayo | 19:00 |
| Changchun Yatai    | 0 – 0 | Henan                 | Changchun's People                   | 26 de mayo | 19:35 |
| Chengdu Rongcheng  | 7 – 0 | Qingdao West Coast    | Chengdu Phoenix Mountain Sports Park | 26 de mayo | 19:35 |
| Shanghái Port      | 4 – 1 | Cangzhou Mighty Lions | SAIC Motor Pudong Arena              | 26 de mayo | 20:00 |

| Meizhou Hakka         | 0 – 0 | Shandong Taishan   | Wuhua Olympic Sports Center             | 14 de junio | 19:35 |
| Nantong Zhiyun        | 0 – 1 | Shenzhen Peng City | Rugao Olympic Sports Center             | 14 de junio | 20:00 |
| Tianjin Jinmen Tiger  | 0 – 3 | Shanghái Port      | Tianjin Olympic Center                  | 14 de junio | 20:00 |
| Zhejiang              | 3 – 1 | Changchun Yatai    | Huzhou Olympic Sports Center            | 15 de junio | 19:35 |
| Henan                 | 2 – 1 | Beijing Guoan      | Zhengzhou Hanghai                       | 15 de junio | 20:00 |
| Cangzhou Mighty Lions | 0 – 1 | Qingdao            | Cangzhou                                | 16 de junio | 19:00 |
| Shanghái Shenhua      | 1 – 1 | Chengdu Rongcheng  | Estadio de Shanghái                     | 16 de junio | 19:35 |
| Qingdao West Coast    | 0 – 1 | Wuhan Three Towns  | Guzhenkou University City Sports Center | 16 de junio | 20:00 |

### Segunda vuelta
| Henan              | 1 – 0 | Qingdao West Coast    | Zhengzhou Hanghai           | 25 de junio | 19:00 |
| Nantong Zhiyun     | 1 – 1 | Tianjin Jinmen Tiger  | Rugao Olympic Sports Center | 25 de junio | 19:35 |
| Shenzhen Peng City | 3 – 2 | Zhejiang              | Bao'an                      | 25 de junio | 19:35 |
| Wuhan Three Towns  | 0 – 2 | Shanghái Port         | Wuhan Sports Center         | 25 de junio | 20:00 |
| Shanghái Shenhua   | 3 – 0 | Meizhou Hakka         | Estadio de Shanghái         | 26 de junio | 19:00 |
| Changchun Yatai    | 2 – 2 | Shandong Taishan      | Changchun's People          | 26 de junio | 19:35 |
| Qingdao            | 1 – 5 | Chengdu Rongcheng     | Qingdao Youth Football      | 26 de junio | 19:35 |
| Beijing Guoan      | 4 – 0 | Cangzhou Mighty Lions | Estadio de los Trabajadores | 26 de junio | 20:00 |

| Wuhan Three Towns    | 1 – 2 | Nantong Zhiyun        | Wuhan Sports Center                     | 29 de junio | 18:00 |
| Shanghái Port        | 3 – 1 | Zhejiang              | SAIC Motor Pudong Arena                 | 29 de junio | 19:35 |
| Tianjin Jinmen Tiger | 3 – 0 | Shenzhen Peng City    | Tianjin Olympic Center                  | 29 de junio | 19:35 |
| Qingdao West Coast   | 0 – 1 | Shanghái Shenhua      | Guzhenkou University City Sports Center | 30 de junio | 18:00 |
| Changchun Yatai      | 5 – 0 | Qingdao               | Changchun's People                      | 30 de junio | 19:35 |
| Meizhou Hakka        | 0 – 3 | Henan                 | Wuhua Olympic Sports Center             | 30 de junio | 19:35 |
| Chengdu Rongcheng    | 4 – 0 | Cangzhou Mighty Lions | Chengdu Phoenix Mountain Sports Park    | 30 de junio | 19:35 |
| Beijing Guoan        | 2 – 0 | Shandong Taishan      | Estadio de los Trabajadores             | 30 de junio | 20:00 |

| Henan                 | 0 – 1 | Shanghái Port      | Zhengzhou Hanghai            | 5 de julio | 19:35 |
| Tianjin Jinmen Tiger  | 2 – 2 | Changchun Yatai    | Tianjin Olympic Center       | 6 de julio | 19:00 |
| Shanghái Shenhua      | 6 – 0 | Shandong Taishan   | Estadio de Shanghái          | 6 de julio | 19:35 |
| Cangzhou Mighty Lions | 1 – 1 | Shenzhen Peng City | Cangzhou                     | 6 de julio | 20:00 |
| Nantong Zhiyun        | 0 – 1 | Chengdu Rongcheng  | Rugao Olympic Sports Center  | 7 de julio | 19:00 |
| Beijing Guoan         | 1 – 2 | Wuhan Three Towns  | Estadio de los Trabajadores  | 7 de julio | 19:35 |
| Qingdao               | 3 – 1 | Qingdao West Coast | Qingdao Youth Football       | 7 de julio | 19:35 |
| Zhejiang              | 4 – 0 | Meizhou Hakka      | Huzhou Olympic Sports Center | 7 de julio | 20:00 |

| Cangzhou Mighty Lions | 1 – 1 | Wuhan Three Towns    | Cangzhou                                | 12 de julio | 19:35 |
| Shanghái Port         | 5 – 1 | Beijing Guoan        | SAIC Motor Pudong Arena                 | 12 de julio | 19:35 |
| Chengdu Rongcheng     | 2 – 1 | Tianjin Jinmen Tiger | Chengdu Phoenix Mountain Sports Park    | 12 de julio | 20:00 |
| Qingdao West Coast    | 5 – 2 | Zhejiang             | Guzhenkou University City Sports Center | 13 de julio | 14:30 |
| Shandong Taishan      | 1 – 1 | Qingdao              | Jinan Olympic Sports Center             | 13 de julio | 19:35 |
| Meizhou Hakka         | 2 – 1 | Nantong Zhiyun       | Wuhua Olympic Sports Center             | 13 de julio | 19:35 |
| Shanghái Shenhua      | 3 – 2 | Changchun Yatai      | Estadio de Shanghái                     | 13 de julio | 20:00 |
| Shenzhen Peng City    | 0 – 0 | Henan                | Bao'an                                  | 13 de julio | 20:00 |

| Shanghái Port        | 8 – 1 | Nantong Zhiyun        | SAIC Motor Pudong Arena      | 26 de julio | 19:35 |
| Shenzhen Peng City   | 1 – 0 | Beijing Guoan         | Bao'an                       | 26 de julio | 20:00 |
| Changchun Yatai      | 1 – 0 | Cangzhou Mighty Lions | Changchun's People           | 27 de julio | 19:00 |
| Tianjin Jinmen Tiger | 2 – 1 | Qingdao West Coast    | Tianjin Olympic Center       | 27 de julio | 19:35 |
| Zhejiang             | 1 – 3 | Chengdu Rongcheng     | Huzhou Olympic Sports Center | 28 de julio | 19:35 |
| Qingdao              | 4 – 2 | Meizhou Hakka         | Qingdao Youth Football       | 28 de julio | 19:35 |
| Henan                | 1 – 0 | Shandong Taishan      | Zhengzhou Hanghai            | 28 de julio | 20:00 |
| Wuhan Three Towns    | 0 – 2 | Shanghái Shenhua      | Wuhan Sports Center          | 29 de julio | 19:35 |

| Qingdao West Coast | 1 – 1 | Cangzhou Mighty Lions | Guzhenkou University City Sports Center | 2 de agosto | 19:35 |
| Zhejiang           | 4 – 3 | Qingdao               | Huzhou Olympic Sports Center            | 3 de agosto | 19:00 |
| Shandong Taishan   | 0 – 1 | Shanghái Port         | Jinan Olympic Sports Center             | 3 de agosto | 19:35 |
| Meizhou Hakka      | 3 – 2 | Tianjin Jinmen Tiger  | Wuhua Olympic Sports Center             | 3 de agosto | 19:35 |
| Wuhan Three Towns  | 4 – 1 | Shenzhen Peng City    | Wuhan Sports Center                     | 3 de agosto | 20:00 |
| Chengdu Rongcheng  | 4 – 0 | Changchun Yatai       | Chengdu Phoenix Mountain Sports Park    | 3 de agosto | 20:00 |
| Beijing Guoan      | 2 – 1 | Shanghái Shenhua      | Estadio de los Trabajadores             | 4 de agosto | 19:35 |
| Nantong Zhiyun     | 1 – 1 | Henan                 | Rugao Olympic Sports Center             | 4 de agosto | 20:00 |

| Cangzhou Mighty Lions | 3 – 1 | Shandong Taishan  | Cangzhou                                | 9 de agosto  | 19:35 |
| Shenzhen Peng City    | 0 – 3 | Chengdu Rongcheng | Bao'an                                  | 9 de agosto  | 19:35 |
| Shanghái Port         | 7 – 2 | Meizhou Hakka     | SAIC Motor Pudong Arena                 | 9 de agosto  | 19:35 |
| Qingdao               | 0 – 2 | Henan             | Qingdao Youth Football                  | 10 de agosto | 19:00 |
| Changchun Yatai       | 2 – 0 | Wuhan Three Towns | Changchun's People                      | 10 de agosto | 19:35 |
| Shanghái Shenhua      | 5 – 1 | Nantong Zhiyun    | Estadio de Shanghái                     | 10 de agosto | 20:00 |
| Qingdao West Coast    | 2 – 2 | Beijing Guoan     | Guzhenkou University City Sports Center | 11 de agosto | 19:35 |
| Tianjin Jinmen Tiger  | 3 – 2 | Zhejiang          | Tianjin Olympic Center                  | 11 de agosto | 20:00 |

| Henan                | 0 – 2 | Cangzhou Mighty Lions | Zhengzhou Hanghai           | 16 de agosto | 19:00 |
| Tianjin Jinmen Tiger | 1 – 0 | Wuhan Three Towns     | Tianjin Olympic Center      | 16 de agosto | 19:35 |
| Nantong Zhiyun       | 0 – 3 | Qingdao West Coast    | Rugao Olympic Sports Center | 16 de agosto | 20:00 |
| Beijing Guoan        | 0 – 0 | Zhejiang              | Estadio de los Trabajadores | 16 de agosto | 20:00 |
| Qingdao              | 1 – 0 | Shenzhen Peng City    | Qingdao Youth Football      | 17 de agosto | 19:00 |
| Shanghái Shenhua     | 3 – 1 | Shanghái Port         | Estadio de Shanghái         | 17 de agosto | 19:35 |
| Meizhou Hakka        | 2 – 1 | Changchun Yatai       | Wuhua Olympic Sports Center | 17 de agosto | 19:35 |
| Shandong Taishan     | 3 – 0 | Chengdu Rongcheng     | Jinan Olympic Sports Center | 17 de agosto | 20:00 |

| Wuhan Three Towns     | 1 – 1 | Chengdu Rongcheng    | Wuhan Sports Center                     | 20 de julio | 19:35 |
| Qingdao West Coast    | 3 – 3 | Meizhou Hakka        | Guzhenkou University City Sports Center | 21 de julio | 18:00 |
| Nantong Zhiyun        | 0 – 2 | Shandong Taishan     | Rugao Olympic Sports Center             | 21 de julio | 19:00 |
| Henan                 | 2 – 1 | Zhejiang             | Zhengzhou Hanghai                       | 21 de julio | 19:35 |
| Shenzhen Peng City    | 2 – 1 | Changchun Yatai      | Bao'an                                  | 21 de julio | 19:35 |
| Beijing Guoan         | 2 – 0 | Tianjin Jinmen Tiger | Estadio de los Trabajadores             | 21 de julio | 19:35 |
| Shanghái Port         | 5 – 0 | Qingdao              | SAIC Motor Pudong Arena                 | 21 de julio | 19:35 |
| Cangzhou Mighty Lions | 0 – 5 | Shanghái Shenhua     | Cangzhou                                | 22 de julio | 19:35 |

| Shanghái Port         | 2 – 0 | Shenzhen Peng City | SAIC Motor Pudong Arena              | 13 de septiembre | 19:00 |
| Zhejiang              | 3 – 4 | Shanghái Shenhua   | Huzhou Olympic Sports Center         | 13 de septiembre | 19:35 |
| Shandong Taishan      | 0 – 1 | Qingdao West Coast | Jinan Olympic Sports Center          | 13 de septiembre | 20:00 |
| Tianjin Jinmen Tiger  | 1 – 0 | Henan              | Tianjin Olympic Center               | 14 de septiembre | 19:35 |
| Chengdu Rongcheng     | 2 – 2 | Beijing Guoan      | Chengdu Phoenix Mountain Sports Park | 14 de septiembre | 19:35 |
| Changchun Yatai       | 3 – 2 | Nantong Zhiyun     | Changchun's People                   | 14 de septiembre | 19:35 |
| Cangzhou Mighty Lions | 2 – 1 | Meizhou Hakka      | Cangzhou                             | 14 de septiembre | 20:00 |
| Qingdao               | 1 – 1 | Wuhan Three Towns  | Qingdao Youth Football               | 15 de septiembre | 20:00 |

| Meizhou Hakka      | 1 – 3 | Beijing Guoan         | Wuhua Olympic Sports Center             | 20 de septiembre | 19:35 |
| Changchun Yatai    | 3 – 4 | Shanghái Port         | Changchun's People                      | 21 de septiembre | 18:00 |
| Shandong Taishan   | 0 – 0 | Wuhan Three Towns     | Jinan Olympic Sports Center             | 21 de septiembre | 19:35 |
| Henan              | 2 – 0 | Chengdu Rongcheng     | Zhengzhou Hanghai                       | 21 de septiembre | 19:35 |
| Shanghái Shenhua   | 2 – 1 | Tianjin Jinmen Tiger  | Estadio de Shanghái                     | 21 de septiembre | 20:00 |
| Qingdao West Coast | 3 – 2 | Shenzhen Peng City    | Guzhenkou University City Sports Center | 22 de septiembre | 15:30 |
| Nantong Zhiyun     | 2 – 1 | Qingdao               | Rugao Olympic Sports Center             | 22 de septiembre | 19:00 |
| Zhejiang           | 2 – 2 | Cangzhou Mighty Lions | Huzhou Olympic Sports Center            | 22 de septiembre | 20:00 |

| Qingdao              | 0 – 1 | Shanghái Shenhua      | Qingdao Youth Football               | 28 de septiembre | 15:30 |
| Shanghái Port        | 2 – 1 | Qingdao West Coast    | SAIC Motor Pudong Arena              | 28 de septiembre | 18:00 |
| Nantong Zhiyun       | 3 – 2 | Zhejiang              | Rugao Olympic Sports Center          | 28 de septiembre | 19:35 |
| Beijing Guoan        | 8 – 1 | Changchun Yatai       | Estadio de los Trabajadores          | 28 de septiembre | 19:35 |
| Shenzhen Peng City   | 1 – 4 | Shandong Taishan      | Bao'an                               | 28 de septiembre | 20:00 |
| Tianjin Jinmen Tiger | 3 – 2 | Cangzhou Mighty Lions | Tianjin Olympic Center               | 29 de septiembre | 19:35 |
| Chengdu Rongcheng    | 2 – 0 | Meizhou Hakka         | Chengdu Phoenix Mountain Sports Park | 29 de septiembre | 19:35 |
| Wuhan Three Towns    | 1 – 0 | Henan                 | Wuhan Sports Center                  | 29 de septiembre | 20:00 |

| Wuhan Three Towns     | 0 – 2 | Zhejiang             | Wuhan Sports Center                  | 18 de octubre | 19:35 |
| Shandong Taishan      | 4 – 1 | Tianjin Jinmen Tiger | Jinan Olympic Sports Center          | 18 de octubre | 19:35 |
| Shanghái Shenhua      | 2 – 1 | Henan                | Estadio de Shanghái                  | 18 de octubre | 19:35 |
| Chengdu Rongcheng     | 3 – 1 | Shanghái Port        | Chengdu Phoenix Mountain Sports Park | 18 de octubre | 20:00 |
| Changchun Yatai       | 4 – 0 | Qingdao West Coast   | Changchun's People                   | 19 de octubre | 15:30 |
| Beijing Guoan         | 6 – 0 | Qingdao              | Estadio de los Trabajadores          | 19 de octubre | 19:35 |
| Cangzhou Mighty Lions | 0 – 0 | Nantong Zhiyun       | Cangzhou                             | 20 de octubre | 18:00 |
| Shenzhen Peng City    | 0 – 0 | Meizhou Hakka        | Bao'an                               | 20 de octubre | 19:35 |

| Zhejiang              | 3 – 3 | Shandong Taishan   | Huzhou Olympic Sports Center            | 27 de octubre | 15:30 |
| Shanghái Shenhua      | 2 – 2 | Shenzhen Peng City | Estadio de Shanghái                     | 27 de octubre | 15:30 |
| Tianjin Jinmen Tiger  | 1 – 0 | Qingdao            | Tianjin Olympic Center                  | 27 de octubre | 15:30 |
| Henan                 | 0 – 0 | Changchun Yatai    | Zhengzhou Hanghai                       | 27 de octubre | 15:30 |
| Meizhou Hakka         | 1 – 0 | Wuhan Three Towns  | Wuhua Olympic Sports Center             | 27 de octubre | 15:30 |
| Cangzhou Mighty Lions | 0 – 1 | Shanghái Port      | Cangzhou                                | 27 de octubre | 15:30 |
| Nantong Zhiyun        | 1 – 3 | Beijing Guoan      | Rugao Olympic Sports Center             | 27 de octubre | 15:30 |
| Qingdao West Coast    | 1 – 1 | Chengdu Rongcheng  | Guzhenkou University City Sports Center | 27 de octubre | 15:30 |

| Shanghái Port (C)  | 5 – 0 | Tianjin Jinmen Tiger  | SAIC Motor Pudong Arena              | 2 de noviembre | 15:30 |
| Shandong Taishan   | 2 – 1 | Meizhou Hakka         | Jinan Olympic Sports Center          | 2 de noviembre | 15:30 |
| Chengdu Rongcheng  | 1 – 2 | Shanghái Shenhua      | Chengdu Phoenix Mountain Sports Park | 2 de noviembre | 15:30 |
| Beijing Guoan      | 1 – 1 | Henan                 | Estadio de los Trabajadores          | 2 de noviembre | 15:30 |
| Wuhan Three Towns  | 1 – 3 | Qingdao West Coast    | Wuhan Sports Center                  | 2 de noviembre | 15:30 |
| Changchun Yatai    | 2 – 2 | Zhejiang              | Changchun's People                   | 2 de noviembre | 15:30 |
| Qingdao            | 1 – 0 | Cangzhou Mighty Lions | Qingdao Youth Football               | 2 de noviembre | 15:30 |
| Shenzhen Peng City | 2 – 1 | Nantong Zhiyun        | Bao'an                               | 2 de noviembre | 15:30 |

### Tabla de resultados cruzados
| Local \ Visitante     | BJG | CZL | CCY | CDR | HEN | MZH | NAN | QIN | QWC | SDT | SHS | SHP | SZH | TJT | WTT | ZJP |
| --------------------- | --- | --- | --- | --- | --- | --- | --- | --- | --- | --- | --- | --- | --- | --- | --- | --- |
| Beijing Guoan         |     | 4–0 | 8–1 | 2–1 | 1–1 | 3–2 | 5–2 | 6–0 | 4–1 | 2–0 | 2–1 | 2–2 | 1–2 | 2–0 | 1–2 | 0–0 |
| Cangzhou Mighty Lions | 0–2 |     | 2–0 | 1–0 | 2–3 | 2–1 | 0–0 | 0–1 | 3–2 | 3–1 | 0–5 | 0–1 | 1–1 | 2–4 | 1–1 | 0–1 |
| Changchun Yatai       | 3–2 | 1–0 |     | 1–2 | 0–0 | 0–1 | 3–2 | 5–0 | 4–0 | 2–2 | 1–2 | 3–4 | 1–1 | 0–1 | 2–0 | 2–2 |
| Chengdu Rongcheng     | 2–2 | 4–0 | 4–0 |     | 4–2 | 2–0 | 1–0 | 2–0 | 7–0 | 0–1 | 1–2 | 3–1 | 3–1 | 2–1 | 2–2 | 3–0 |
| Henan                 | 2–1 | 0–2 | 0–0 | 2–0 |     | 2–2 | 1–1 | 1–0 | 1–0 | 1–0 | 1–2 | 0–1 | 0–2 | 1–2 | 2–3 | 2–1 |
| Meizhou Hakka         | 1–3 | 1–1 | 2–1 | 1–4 | 0–3 |     | 2–1 | 0–0 | 1–1 | 0–0 | 0–2 | 1–2 | 0–0 | 3–2 | 1–0 | 1–2 |
| Nantong Zhiyun        | 1–3 | 1–1 | 2–3 | 0–1 | 1–1 | 1–0 |     | 2–1 | 0–3 | 0–2 | 0–2 | 0–3 | 0–1 | 1–1 | 1–3 | 3–2 |
| Qingdao               | 1–1 | 1–0 | 0–1 | 1–5 | 0–2 | 4–2 | 2–2 |     | 3–1 | 0–1 | 0–1 | 0–5 | 1–0 | 3–1 | 1–1 | 2–0 |
| Qingdao West Coast    | 2–2 | 1–1 | 2–2 | 1–1 | 1–1 | 3–3 | 0–2 | 1–0 |     | 0–0 | 0–1 | 3–5 | 3–2 | 1–3 | 0–1 | 5–2 |
| Shandong Taishan      | 0–0 | 4–1 | 4–2 | 3–0 | 2–2 | 2–1 | 3–1 | 1–1 | 0–1 |     | 0–3 | 0–1 | 3–2 | 4–1 | 0–0 | 3–0 |
| Shanghái Shenhua      | 1–1 | 4–0 | 3–2 | 1–1 | 2–1 | 3–0 | 5–1 | 2–0 | 2–0 | 6–0 |     | 3–1 | 2–2 | 2–1 | 4–1 | 4–0 |
| Shanghái Port         | 5–1 | 4–1 | 5–2 | 2–0 | 3–1 | 7–2 | 8–1 | 5–0 | 2–1 | 4–3 | 1–1 |     | 2–0 | 5–0 | 3–1 | 3–1 |
| Shenzhen Peng City    | 1–0 | 2–2 | 2–1 | 0–3 | 0–0 | 0–0 | 2–1 | 1–3 | 1–2 | 1–4 | 0–1 | 0–6 |     | 0–4 | 1–1 | 3–2 |
| Tianjin Jinmen Tiger  | 0–1 | 3–2 | 2–2 | 2–3 | 1–0 | 0–0 | 1–1 | 1–0 | 2–1 | 1–1 | 0–0 | 0–3 | 3–0 |     | 1–0 | 3–2 |
| Wuhan Three Towns     | 0–1 | 2–3 | 0–0 | 1–1 | 1–0 | 0–1 | 1–2 | 1–0 | 1–3 | 1–2 | 0–2 | 0–2 | 4–1 | 2–1 |     | 0–2 |
| Zhejiang              | 1–2 | 2–2 | 3–1 | 1–3 | 4–1 | 4–0 | 5–2 | 4–3 | 1–2 | 3–3 | 3–4 | 0–0 | 1–0 | 3–2 | 3–1 |     |

## Estadísticas

### Goleadores
| N.º | Jugador         | Club                  | Goles |
| --- | --------------- | --------------------- | ----- |
| 1   | Wu Lei          | Shanghái Port         | 32    |
| 2   | Leonardo        | Zhejiang              | 21    |
| 3   | Gustavo         | Shanghái Port         | 20    |
| 4   | Andrea Compagno | Tianjin Jinmen Tiger  | 10    |
| 5   | André Luis      | Shanghái Shenhua      | 9     |
| 5   | Pedro Henrique  | Wuhan Three Towns     | 9     |
| 5   | Felipe          | Chengdu Rongcheng     | 9     |
| 8   | Wei Shihao      | Chengdu Rongcheng     | 8     |
| 9   | Cryzan          | Shandong Taishan      | 7     |
| 9   | Héber           | Cangzhou Mighty Lions | 7     |
| 9   | Matías Vargas   | Shanghái Port         | 7     |
| 9   | Oscar           | Shanghái Port         | 7     |